# Murdoch Mysteries
Murdoch Mysteries är en kanadensisk TV-serie. Serien är baserad på Maureen Jennings romaner om kommissarie William Murdoch. Serien har visats  i Sverige på Kanal 9.

## Handling
Den excentriske William Murdoch är kommissarie vid Torontopolisen i 1890-talets Kanada. Med sina banbrytande idéer och tankesätt, som är långt före sin tid, löser han den ena mordgåtan märkligare än den andra. Detta inte sällan utan att det väcker stor uppståndelse i hans omgivning. Samtidigt brottas han med sin kärlek till rättsläkaren Julia Ogden, som han aldrig vågar berätta om sin känslor för.

## Rollista (urval)
- Yannick Bisson - William Murdoch
- Thomas Craig - Thomas Brackenreid
- Hélène Joy - Dr. Julia Ogden
- Jonny Harris - George Crabtree